# So This Is New York
Pour plus de détails, voir Fiche technique et Distribution.
So This Is New York est un film américain réalisé par Richard Fleischer, sorti en 1948.

## Synopsis
Lorsque Ella Finch et sa sœur Kate héritent chacune de 30 000 dollars juste après la fin de la Première Guerre mondiale, Ella est insatisfaite de sa vie morne à South Bend, dans l'Indiana ainsi que de Willis, le petit ami boucher de Kate. Elle est convaincue qu'elle peut remédier à ces deux problèmes en emmenant Kate à New York. Son mari Ernie, vendeur de cigares, n'arrive pas à la faire changer d'avis et il accepte donc à contrecœur son projet. Il se voit obliger de repousser une promotion à son travail en donnant le prétexte à son patron, A. J. Gluskoter, que sa femme est malade et doit séjourner dans un sanatorium. Dans le train, ils rencontrent le New-Yorkais Francis Griffin mais Ernie est moins impressionné par lui que sa femme et sa belle-sœur.
À la Grosse Pomme, Ella aide Katie à tenter de séduire Francis mais il s'avère qu'il est en fait entiché d'Ella et cette dernière doit le frapper pour repousser ses avances inattendues, tandis qu'Ernie arrive plus tard pour le mettre également à terre. Ella loue alors un appartement et Ella rencontre le riche voisin, Lucius Trumball, qui les invite tous à prendre un verre chez lui. Ella est ravie de cette invitation mais Kate ne l'est pas lorsqu'elle découvre que Trumball est beaucoup plus âgé qu'elle. Plus tard, elle apprend qu'il est également marié lorsque sa femme revient inopinément de Tombouctou.
Retournant à l'hôtel où ils ont séjourné auparavant, ils rencontrent Herbert Daley, qui possède des chevaux de course et qui les invite à assister aux courses. Sur la piste de départ, Daley les persuade de parier sur son cheval, qui sort gagnant mais le jockey de Daley, Sid Mercer, s'intéresse à Kate au grand dam de Daley. Kate voit secrètement Sid tout en se rendant à l'hippodrome avec Daley, Ella et Ernie. Daley revient plus tôt que prévu d'un voyage et surprend Sid en train d'embrasser Kate mais cette dernière lui assure qu'il n'y a rien de sérieux et ils se fiancent.
Sid, ivre et aigri, confie à Ernie que Daley avec l'aide d'un syndicat de joueurs, a fixé la course du lendemain mais qu'il va doubler la somme de son employeur pour faire en sorte qu'un outsider gagne à sa place. Ernie tente d'avertir Daley mais il est repoussé et il se retrouve alors dans un terrible dilemme. Doit-il parier sur le cheval de Daley ou sur Honor Bright, un outsider ? Lorsqu'il croise son patron à l'hippodrome, Gluskoter le renvoie pour avoir menti alors Ernie parie sur Honor Bright. Il gagne et Kate rompt avec Daley à cause de l'argent qu'elle pensait avoir perdu en pariant sur son cheval pendant que les co-conspirateurs de Daley le poursuivent.
Le trio s'installe dans un hôtel théâtral et les femmes sont ravies de rencontrer la star des Ziegfeld Follies ainsi que le comédien Jimmy Ralston. Elles l'invitent à dîner, durant lequel il leur révèle que son ambition est d'écrire, de produire et de jouer dans une pièce de théâtre sérieuse. Ella et sa sœur investissent le reste de leur héritage, malgré les objections d'Ernie dans cette fameuse pièce, qui se révèle hélas être un flop. Ernie n'est pourtant pas inquiet car il a toujours l'argent qu'il a gagné aux courses. Plus tard, Ella lui dit qu'elle avait trouvé sa cachette et qu'elle avait aussi investi cet argent-là.
Heureusement, Gluskoter lui offre à nouveau du travail et ils retournent tous à South Bend, dégoûtés par la vie de la grande ville.

## Fiche technique
- Titre : So This Is New York
- Réalisation : Richard Fleischer, assisté de Robert Aldrich
- Scénario : Carl Foreman et Herbert Baker d'après le livre de Ring Lardner
- Photographie : John L. Russell
- Musique : Dimitri Tiomkin
- Pays d'origine : États-Unis
- Date de sortie : 1948

## Distribution
- Henry Morgan : Ernie Finch
- Rudy Vallee : Herbert Daley
- Bill Goodwin : Jimmy Ralston
- Hugh Herbert : M. Lucius Trumball
- Leo Gorcey : Sid Mercer
- Virginia Grey : Ella Goff Finch
- Dona Drake : Kate Goff
- Jerome Cowan : Francis Griffin
- Frank Orth : A. J. Gluskoter
- Arnold Stang : Employé de la Western Union
- William Bakewell : Employé de l'hôtel

Acteurs non crédités
- Jimmy Hunt : Bobby
- Lucien Prival : un serveur